# Magelona equilamellae
Magelona equilamellae är en ringmaskart som beskrevs av Harmelin 1964. Magelona equilamellae ingår i släktet Magelona och familjen Magelonidae. Arten har ej påträffats i Sverige. Inga underarter finns listade i Catalogue of Life.